# Radio Estación Liberada
Radio Estación Liberada (también conocida como Radio Liberada) es una radioemisora chilena ubicada en la comuna de Pudahuel, Región Metropolitana, Chile. Transmite para la comuna de Pudahuel en la frecuencia 107.9 MHz. y también a través de internet en estacionliberada.tropezon.cl. 

## Historia
La historia de Radio Liberada comienza el año 2010, cuando por iniciativa del Diario Tropezón se comienzan a hacer transmisiones experimentales en línea durante las Elecciones Presidenciales de 2009. Desde mediados de febrero, la emisora comienza a emitir en el 107.9 FM.
Esta emisora comenzó como iniciativa para poder volver a emitir una radio desde Pudahuel, debido a que la comuna no contaba con radio comunal desde mediados de 2008, tras el cierre de Radio Barranquina, que transmitía en la misma comuna.